# Brusasco
Brusasco (piemonti nyelven Brusasch) egy olasz község (comune) a Piemont régióban, Torino megyében.

## Földrajz
Brusasco Torinótól északkeletre 36 km-re helyezkedik el 14,4 km²  területen, 168 méter tengerszint feletti magasságon a Pó és a Dora Baltea összefolyásánál.

## Látványosságok
- a kastély
- az Ellena palota
- San Pietro Vecchio temetői templom
- San Pietro Apostolo plébániatemplom
- San Bernardo al Luogo templom